# Biomarcador
Biomarcador o marcador biológico es aquella sustancia utilizada como indicador de un estado biológico. Debe poder medirse objetivamente y ser evaluado como un indicador de un proceso biológico normal, estado patogénico o de respuesta a un tratamiento farmacológico.
Los biomarcadores son medidas en los niveles molecular, bioquímico o celular, tanto en poblaciones naturales provenientes de hábitats contaminados, como en organismos expuestos experimentalmente a contaminantes. Este indicador señala la exposición del organismo a sustancias tóxicas y la magnitud de la respuesta del organismo al contaminante.

## Medicina
Los biomarcadores son parte de las nuevas herramientas usadas en medicina o medicina de precisión. Se clasifican en 3 formas de acuerdo con sus aplicaciones clínicas. Estas clasificaciones son biomarcadores moleculares, biomarcadores celulares y biomarcadores de imagen. Los tres tipos de marcadores poseen un rol clínico en la precisión o guía de decisiones de tratamientos y tiene una subcategorización como predictivos, pronósticos o diagnósticos.

### Biomarcador predictivo
Los biomarcadores predictivos (celulares, moleculares o de imagen) sirven como métodos para predecir resultados clínicos. Son usados para optimizar tratamientos ideales y usualmente indican la probabilidad de recuperación para una terapia específica. Por ejemplo: biomarcadores moleculares situados en la interfase de la arquitectura de procesos moleculares patológico-específicos y en mecanismos de acción de fármacos  son prometedores para capturar aspectos que permiten la evaluación de la respuesta individual al tratamiento. Esto ofrece una aproximación dual tanto a la observación de tendencias en estudios retrospectivos como al uso de biomarcadores para predecir resultados. Por ejemplo, los biomarcadores usados en cáncer metastásico colorectal pueden servir como una forma de evaluar y mejorar las  tasas de sobrevivencia de pacientes y en el caso individual, pueden servir como una forma de librar a los pacientes de la toxicidad innecesaria de los tratamientos contra el cáncer.
Algunos ejemplos comunes de biomarcadores predictivos son genes como ER, PR y HER2/neu en cáncer de mama; la fusión proteica BCR-ABL en leucemia crónica mieloidea; mutaciones c-KIT en tumores GIST y mutaciones EGFR1 en NSCLC.

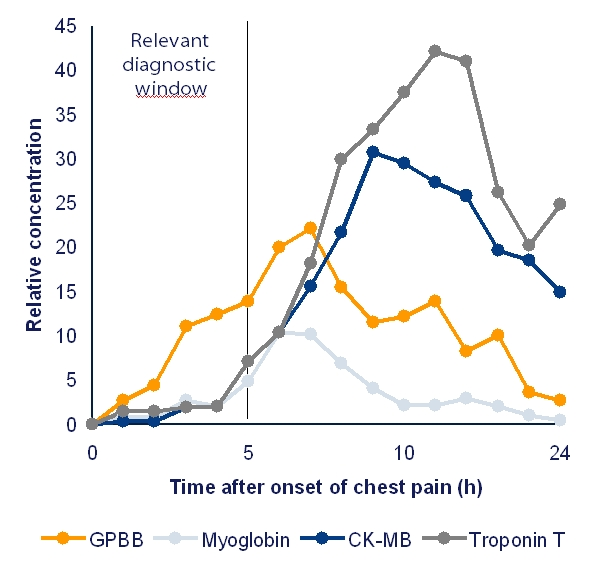
Después de un ataque cardiaco, diferentes biomarcadores cardiacos pueden ser usados para determinar con exactitud la fecha del ataque y qué tan severo fue.

### Biomarcador diagnóstico
Los biomarcadores diagnósticos sirven para afinar diagnósticos que pueden ser significativamente más específicos para cada paciente. 
Un biomarcador puede ser una sustancia trazable que es introducida en el organismo como un medio para examinar la función de los órganos u otros aspectos de la salud. Por ejemplo, el cloruro de rubidio es usado como un isótopo radioactivo para evaluar la perfusión del músculo cardiaco. 
También puede ser una sustancia cuya detección indica un estado particular de la enfermedad, por ejemplo, la presencia de un anticuerpo puede indicar una infección. Más específicamente, un biomarcador indica un cambio en la expresión o estado de una proteína que se correlaciona con el riesgo o progresión de una enfermedad o con la susceptibilidad de una enfermedad a un cierto tratamiento.
Un ejemplo de un marcador comúnmente utilizado es el antígeno prostático específico (PSA en inglés). Este marcador puede ser medido como un indicador del tamaño de la próstata cuyos cambios rápidos son potenciales indicadores de cáncer. En el caso más extremo, la detección de proteínas mutantes mediante el monitoreo de reacción seleccionada puede ser usada como un biomarcador específico de cáncer pues las proteínas mutadas sólo pueden provenir de un tumor existente.

### Biomarcadores pronósticos
Un biomarcador pronóstico provee información acerca de los resultados de un paciente sin importar la terapia.

## Investigación
Los biomarcadores para medicina de precisión son una parte relativamente nueva de las herramientas utilizadas. En el caso del cáncer metastásico colorectal (mCRC) sólo dos biomarcadores predictivos han sido identificados e implementados clínicamente. En este caso, la falta de datos más allá de estudios retrospectivos y de aproximaciones exitosas con biomarcadores han sido señaladas como las causas principales de la necesidad de nuevos estudios sobre biomarcadores dentro del campo médico.

## Biomarcadores genéticos
Un biomarcador genético hace referencia a la fracción de ADN que nos indica una característica diferencial entre dos individuos, pudiendo así realizar un cribado gracias a este. También puede ser una secuencia de ADN que causa una enfermedad en concreto o que está relacionada con susceptibilidad a padecerla.

### Usos
El uso de biomarcadores puede ser muy interesante en campos como el de la farmacogenómica, en concreto para poder alcanzar terapias personalizadas. El proceso por el que se encuentran biomarcadores es el siguiente: un fármaco puede ser aplicado a un grupo heterogéneo de pacientes, entre estos podremos distinguir a los que responden de manera adecuada a dicho tratamiento, y a los que no. Mediante la aplicación de las llamadas "omicas" se puede llegar a obtener un patrón genético que distinga a dichos grupos. De esta manera se obtiene un biomarcador que nos reportará qué individuos responderán bien a dicho tratamiento y podremos así aplicar una terapia personalizada. Pero el mero hecho de descubrir el biomarcador no lo es todo, es decir, hay que validar dicho descubrimiento. Para ello, se escoge a otro grupo heterogéneo de personas y se les hace un perfil genético observando si dicho biomarcador está o no presente y por tanto, prediciendo si responderán bien a dicha terapia. Tras ello, se aplicará el fármaco y si los resultados obtenidos son los esperados, el biomarcador quedará validado.